# NHL 1954/55
Die NHL-Saison 1954/55 war die 38. Spielzeit in der National Hockey League. Sechs Teams spielten jeweils 70 Spiele. Den Stanley Cup gewannen die Detroit Red Wings nach einem 4:3-Erfolg in der Finalserie gegen die Montréal Canadiens zum vierten Mal in sechs Jahren. Es dauerte 42 Jahre, bis der Cup das nächste Mal an die Wings ging. Am 10. März feierte die Eisbearbeitungsmaschine Zamboni ihr Debüt. Im Maple Leaf Garden in Toronto wurde das erste Mal mit einer derartigen Eismaschine das Eis vor dem Spiel und in den Drittelpausen bereitet. Die Spieler hatten sich jedoch daran noch nicht gewöhnt. Das Spiel endete torlos.

## Reguläre Saison

### Abschlusstabelle
Abkürzungen: W = Siege, L = Niederlagen, T = Unentschieden, GF= Erzielte Tore, GA = Gegentore, Pts = Punkte
|                     | W  | L  | T  | GF  | GA  | Pts |
| ------------------- | -- | -- | -- | --- | --- | --- |
| Detroit Red Wings   | 42 | 17 | 11 | 204 | 134 | 95  |
| Montréal Canadiens  | 41 | 18 | 11 | 228 | 157 | 93  |
| Toronto Maple Leafs | 24 | 24 | 22 | 147 | 135 | 70  |
| Boston Bruins       | 23 | 26 | 21 | 169 | 188 | 67  |
| New York Rangers    | 17 | 35 | 18 | 150 | 210 | 52  |
| Chicago Blackhawks  | 13 | 40 | 17 | 161 | 235 | 43  |

### Beste Scorer
Abkürzungen: GP = Spiele, G = Tore, A = Assists, Pts = Punkte
| Spieler          | Team       | GP | G  | A  | Pts |
| ---------------- | ---------- | -- | -- | -- | --- |
| Bernie Geoffrion | Montreal   | 70 | 38 | 37 | 75  |
| Maurice Richard  | Montreal   | 67 | 38 | 36 | 74  |
| Jean Béliveau    | Montreal   | 70 | 37 | 36 | 73  |
| Earl Reibel      | Detroit    | 70 | 25 | 41 | 66  |
| Gordie Howe      | Detroit    | 64 | 29 | 33 | 62  |
| George Sullivan  | Chicago    | 69 | 19 | 42 | 61  |
| Bert Olmstead    | Montreal   | 70 | 10 | 48 | 58  |
| Sid Smith        | Toronto    | 70 | 33 | 21 | 54  |
| Ken Mosdell      | Montreal   | 70 | 22 | 32 | 54  |
| Danny Lewicki    | NY Rangers | 70 | 29 | 24 | 53  |

## Stanley-Cup-Playoffs
|  | Halbfinale | Halbfinale            | Halbfinale |  |  | Stanley-Cup-Finale | Stanley-Cup-Finale    | Stanley-Cup-Finale |
|  |            |                       |            |  |  |                    |                       |                    |
|  |            |                       |            |  |  |                    |                       |                    |
|  | 1          | Detroit Red Wings     | 4          |  |  |                    |                       |                    |
|  | 3          | Toronto Maple Leafs   | 0          |  |  |                    |                       |                    |
|  |            |                       |            |  |  | 1                  | Detroit Red Wings     | 4                  |
|  |            |                       |            |  |  | 2                  | Canadiens de Montréal | 3                  |
|  | 2          | Canadiens de Montréal | 4          |  |  |                    |                       |                    |
|  | 4          | Boston Bruins         | 1          |  |  |                    |                       |                    |
|  |            |                       |            |  |  |                    |                       |                    |

## NHL-Auszeichnungen
| Art Ross Trophy:              | Bernie Geoffrion, Montréal Canadiens  |
| Calder Memorial Trophy:       | Ed Litzenberger, Chicago Blackhawks   |
| Hart Memorial Trophy:         | Theodore Kennedy, Toronto Maple Leafs |
| Lady Byng Memorial Trophy:    | Sid Smith, Toronto Maple Leafs        |
| Vezina Trophy:                | Terry Sawchuk, Detroit Red Wings      |
| James Norris Memorial Trophy: | Doug Harvey, Montréal Canadiens       |